# Selezioni giovanili della nazionale maschile di pallacanestro della Comunità degli Stati Indipendenti
Le selezioni giovanili della nazionale di pallacanestro della Comunità degli Stati Indipendenti hanno partecipato ai tornei cestistici internazionali per squadre nazionali, limitatamente a specifiche classi d'età.

## Maschili

### Under-22
Ha rappresentato i migliori giocatori di nazionalità ex-sovietica di età non superiore ai 22 anni. Partecipava a tutte le manifestazioni internazionali giovanili di pallacanestro per nazioni gestite dalla FIBA.
Si è formata per partecipare in forma unificata alla prima edizione del Campionato Europeo di categoria, dove ha ottenuto un settimo posto.

La squadra consisteva di atleti di tutte le ex-repubbliche sovietiche, ad eccezione dei Paesi Baltici e della Georgia, che non entrò nella CSI fino al 1993.

#### Partecipazioni
FIBA EuroBasket Under-22
- 1992 - 7°

 Comunità degli Stati Indipendenti under 22 - Campionato europeo maschile di pallacanestro Under-22 19924 Antipov, 5 Judin, 6 Možaev, 7 Gutorov, 8 Michajlov, 9 Savčenko, 10 Grezin, 11 Potapov, 12 Olbrecht, 13 Fetisov, 14 Gračev, 15 Karasëv,        All. Vitalij Gavryljuk

### Under-18
Ha rappresentato i migliori giocatori di nazionalità ex-sovietica di età non superiore ai 18 anni. Partecipava a tutte le manifestazioni internazionali giovanili di pallacanestro per nazioni gestite dalla FIBA.
Si è formata per partecipare in forma unificata alla edizione del Campionato Europeo di categoria del 1992, dove ha vinto la medaglia di bronzo.

La squadra consisteva di atleti di tutte le ex-repubbliche sovietiche, ad eccezione dei Paesi Baltici e della Georgia, che non entrò nella CSI fino al 1993.

#### Partecipazioni
FIBA EuroBasket Under-18
- 1992 -  3°

## Femminili

### Under-18
Ha rappresentato le migliori giocatrici di nazionalità ex-sovietica di età non superiore ai 18 anni. Partecipava a tutte le manifestazioni internazionali giovanili di pallacanestro per nazioni gestite dalla FIBA.
Si è formata per partecipare in forma unificata alla edizione del Campionato Europeo di categoria del 1992, dove ha vinto la medaglia d'oro.

La squadra consisteva di atlete di tutte le ex-repubbliche sovietiche, ad eccezione dei Paesi Baltici e della Georgia, che non entrò nella CSI fino al 1993.

#### Partecipazioni
FIBA EuroBasket Under-18
- 1992 -  1°